# فهرست زیرتیره‌های مورچه‌ها
مورچه‌ها فراوان‌ترین گونهٔ حشرات اجتماعی هستند، با بیش از ۱۲۰۰۰ گونه طبقه‌بندی شده و بسیاری گونهٔ دیگر که در انتظار طبقه‌بندی هستند. تیرۀ مورچه‌ها به ۲۱ زیرتیره تقسیم می‌شود که ۱۷ زیرتیره حاوی گونه‌های موجود هستند، در حالی که چهار زیرتیره منحصراً فسیلی هستند. مورچه‌ها تقریباً تمام زیستگاه‌های اصلی زمینی را اشغال کرده‌اند، به استثنای جنگل‌های تندرا و سرد و همیشه مرطوب. آنها طیف گسترده‌ای از رفتارهای اجتماعی، عادات جستجوگر و ارتباط با سایر موجودات را نشان می‌دهند که باعث ایجاد علاقهٔ علمی و عمومی شده‌است.

## زیرتیره‌ها
گونه‌های منقرض شده با علامت † نشان داده می‌شوند.
| تیرهٔ مورچه‌ها                                        |            |            |                                               |       |                       |
| زیرتیره                                             | سردهٔ موجود | سردهٔ فسیلی | سرده نماد                                     | توضیح | نمونه                 |
| --------------------------------------------------- | ---------- | ---------- | --------------------------------------------- | ----- | --------------------- |
| روستاموریان کارپنتر، ۱۹۳۰                           | ۲          | ۲          | روستامورها† ویلر، ۱۹۱۰                        |       | تاتوایدریس            |
| دراکولاموریان فورل، ۱۸۹۳                            | ۱۳         | ۱          | آمبلیوپون اریکسون، ۱۸۴۲                       |       | آپومیرما              |
| Aneuretinae امری، ۱۹۱۳                              | ۱          | ۸          | Aneuretus امری، ۱۸۹۳                          |       | Aneuretus simoni      |
| مورچه‌های صدپاخوار دلاسکی و فدوسیوا، ۱۹۸۸            | ۱          | ۱          | آپومیرما براون، گوتوالد و لویه، ۱۹۷۰          |       | آپومیرما              |
| †Armaniinaeدلاسکی، ۱۹۸۳                             | ۰          | ۸          | †Armania دلاسکی، ۱۹۸۳                         |       | Orapia rayneri        |
| †Brownimeciinaeبولتون، ۲۰۰۳                         | ۰          | ۱          | †Brownimecia گریمالدی، آگوستی و کارپنتر، ۱۹۹۷ |       | براونimecia clavata   |
| Dolichoderinae فورل، ۱۸۷۸                           | ۲۸         | ۲۰         | Dolichoderus لوند، ۱۸۳۱                       |       | Dolichoderus mariae   |
| راننده‌موریان لیچ، ۱۸۱۵                              | ۲۸         | ۱          | مورچه‌های راننده فابریشز، ۱۷۹۳                 |       | Dorylus helvolus      |
| Ectatomminae امری، ۱۸۹۵                             | ۴          | ۳          | Ectatomma اسمیت، ۱۸۵۸                         |       | Ectatomma ruidum      |
| باستان‌موریان† لوتز، ۱۹۸۶                            | ۰          | ۱          | †Formicium وستوود، ۱۸۵۴                       |       | Titanomyrma giganteum |
| موریان لاتریه، ۱۸۰۹                                 | ۵۱         | ۳۰         | مورچه‌های چوب‌زی لینه، ۱۷۵۸                     |       | مورچه چوب             |
| Heteroponerinae بولتون، ۲۰۰۳                        | ۳          | ۰          | Heteroponera مایر، ۱۸۸۷                       |       | Heteroponera brounii  |
| Leptanillinae امری، ۱۹۱۰                            | ۸          | ۰          | Leptanilla امری، ۱۸۷۰                         |       | Leptanilla swani      |
| Martialinae رابلینگ و ورها، ۲۰۰۸                    | ۱          | ۰          | مارشالس رابلینگ و ورها، ۲۰۰۸                  |       | مارشالس هیوریکا       |
| Myrmeciinae امری، ۱۸۷۷                              | ۲          | ۵          | میرمسیا فابریشز، ۱۸۰۴                         |       | میرمسیا گلوزا         |
| مورچه‌ایان Lepeletier de Saint-Fargeau, 1835         | ۱۴۰        | ۳۵         | میرمیکا لاتریه، ۱۸۰۴                          |       | Myrmica lonae         |
| Paraponerinae امری، ۱۹۰۱                            | ۱          | ۰          | پاراپانرا اسمیت، ۱۸۵۸                         |       | مورچه گلوله‌زن         |
| مورچه‌های کمرباریک Lepeletier de Saint-Fargeau, 1835 | ۴۷         | ۱۲         | پانرا لاتریه، ۱۸۰۴                            |       | Ponera coarctata      |
| Proceratiinae امری، ۱۸۹۵                            | ۳          | ۱          | پروسرتیوم راجر، ۱۸۶۳                          |       | پروسرتیوم گوگل        |
| Pseudomyrmecinae اسمیت، ۱۹۵۲                        | ۳          | ۰          | سیودومرمکس لوند، ۱۸۳۱                         |       | سیودومرمکس پالیدوس    |
| †Sphecomyrminae ویلسون و براون، ۱۹۶۷                | ۰          | ۹          | †Sphecomyrma ویلسون و براون، ۱۹۶۷             |       | Sphecomyrma freyi     |